# Clemens Krauss
Clemens Heinrich Krauss, född 31 mars 1893 i Wien, Österrike, död 16 maj 1954 i Mexico City, Mexiko, var en österrikisk dirigent och operaimpressario, som särskilt förknippas med musik av vännen Richard Strauss.
Clemens Krauss studerade vid Wienkonservatoriet, var från 1913 operachef i Riga, Nürnberg och Stettin, 1921–1922 var han operachef och dirigent för symfonikonserterna i Graz, blev 1922 dirigent vid statsoperan och ledare av kapellmästarskolan vid statsakademin i Wien. 1923 blev Krauss även dirigent för "Tonkünstler"-konserterna där och var 1924–1929 med bibehållande av de båda sistnämnda posterna i Wien operaledare och dirigent för "Museums"-konserterna i Frankfurt am Main, var 1929–1934 direktör för statsoperan i Wien, 1935–1936 som Wilhelm Furtwänglers efterträdare direktör för statsoperan i Berlin och blev 1937 direktör för bayerska statsoperan i München. Krass var senare tillsammans med Furtwängler dirigent för Wiener Philharmoniker.